# Chemiré-sur-Sarthe
Chemiré-sur-Sarthe – miejscowość i dawna gmina we Francji, w regionie Kraj Loary, w departamencie Maine i Loara. W 2013 roku jej populacja wynosiła 263 mieszkańców. 
W dniu 1 stycznia 2016 roku z połączenia dwóch ówczesnych gmin – Chemiré-sur-Sarthe oraz Morannes – powstała nowa gmina Morannes-sur-Sarthe. Siedzibą gminy została miejscowość Morannes. Od 1 stycznia 2017 roku znajduje się w gminie Morannes-sur-Sarthe-Daumeray. 